# 李存覇
李 存覇（り そんは、? - 926年）は、後唐の太祖李克用の次男。

## 生涯
同光3年（925年）、長兄の荘宗李存勗により永王に封ぜられた。
同光4年（926年）、明宗李嗣源が将兵に推戴されて皇帝となった。李存覇は荘宗により晋陽留守に任じられていたが、就任前に洛陽の禁軍も反乱した。李存覇は荘宗を見捨て晋陽へ逃げたが、その途上で部下に見捨てられた。李存覇はやむなく出家し、僧形で符彦超（李克用の仮子の符存審の子）に命乞いした。符彦超は李存覇を明宗に引き渡そうとしたが、荘宗に深い恨みを抱いていた将兵は従わず、ただちに李存覇を惨殺した。

## 伝記資料
- 『新五代史』
- 『旧五代史』
- 『資治通鑑』